# Azes II

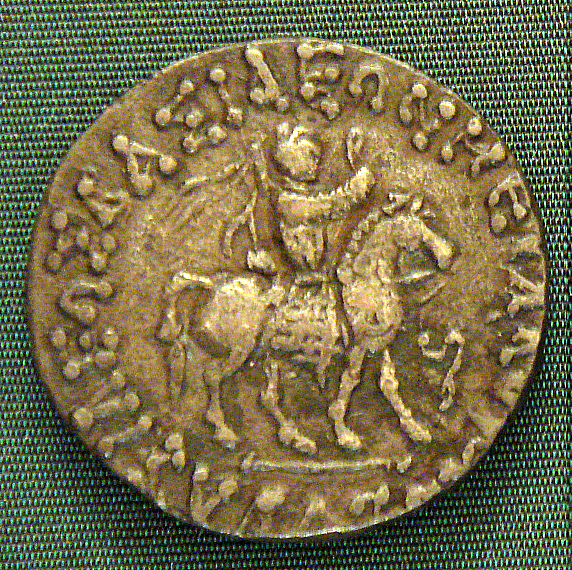
Moneda de Azes II

Azes II (reinado c. 35–12 a. C.), puede haber sido el último rey indoescita en Gandhara, Pakistán occidental. Sin embargo, debido a una nueva investigación por R. C. Sénior, su existencia real está ahora seriamente en duda, y "sus" monedas, etc., se piensa ahora que pueden referirse a las de Azes I.
Después de la muerte de Azes II, el gobierno de los indoescitas en el noroeste de India y Pakistán finalmente se derrumbó con la conquista de los kushana, una de las cinco tribus de los yuezhi que habían vivido en Bactriana por más de un siglo, y que entonces se expandían a India para crear un imperio kushán. Poco después, los partos invadieron desde el oeste. Su dirigente Gondofares desplazó temporalmente a los kushana, y fundó el Reino indoparto, que duró hasta mediados del siglo II d. C.. Los kushana finalmente recuperaron Mardan y Taxila c. 75 d. C., donde prosperaron durante varios siglos.

## La arqueta Bimaran

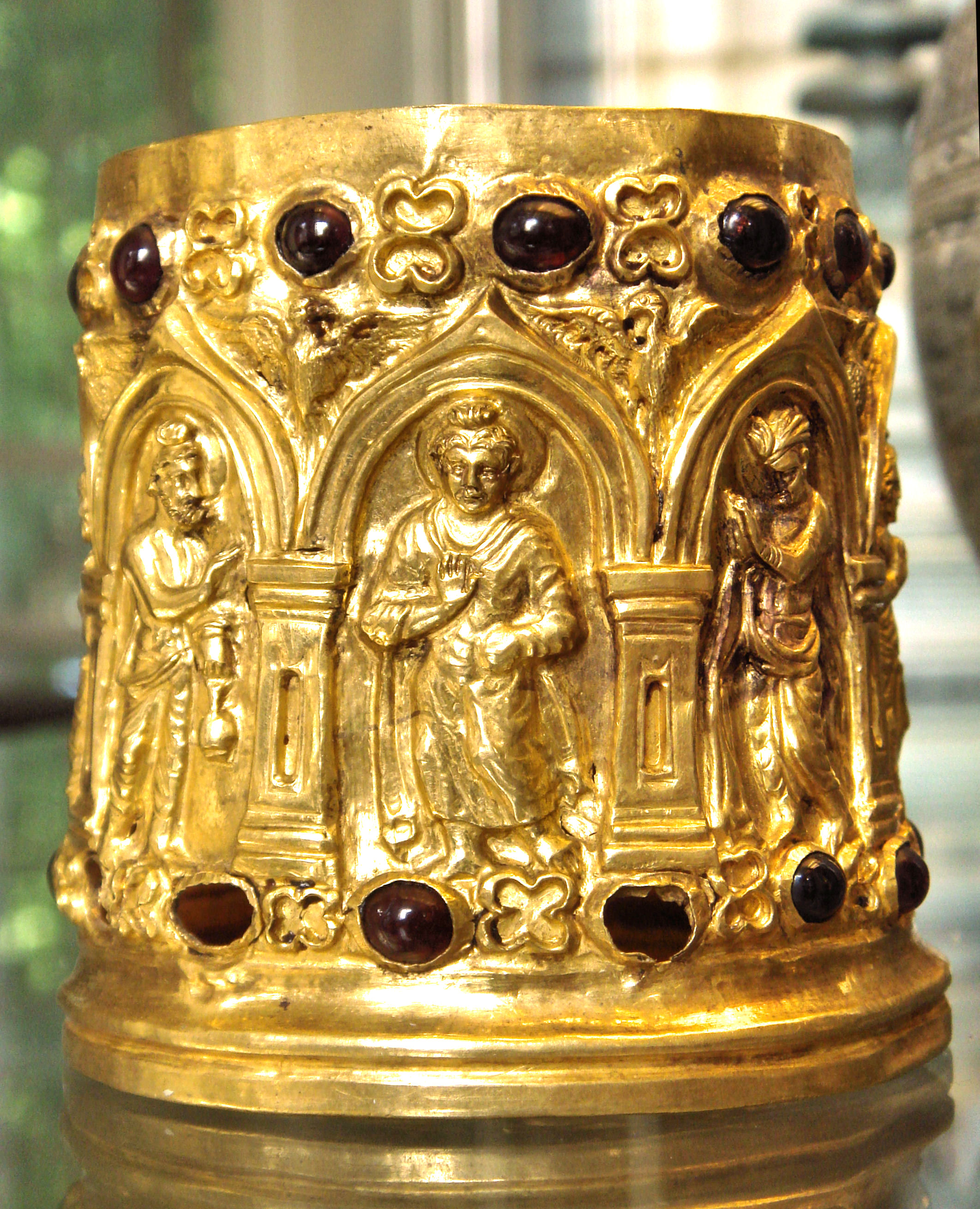
La arqueta Bimaran, representando al Buddha rodeado por Brahman (izquierda) e Indra (derecha) fue encontrado dentro de una stupa con monedas de Azes II dentro. Museo británico.

Azes II está también conectado a la relicario de Bimaran, una de las representaciones más tempranas del Buda. La arqueta, probablemente un trabajo griego, se utilizó para la dedicación de un estupa en Bamiran, cercano a Jalalabad en Afganistán, y colocada dentro de la estupa, con varias monedas de Azes II. Este acontecimiento puede haber pasado durante el reinado de Azes (35–12 a. C.), o ligeramente más tarde. Los indoescitas, que practicaban el Zoroastrismo, abrazaron más tarde el helenismo y el budismo, y es, de hecho, posible que hubieran encargado el trabajo. 

## Monedas
Las monedas atribuidas a Azes II utilizan inscripciones en griego y karosti, representan una diosa griega como su protectora, y así esencialmente siguen el modelo numismático de los reyes del reino indogriego, sugiriendo una alta disposición para acomodarse a la cultura griega. Una diferencia de los indoescitas era mostrar al rey a caballo, más que su busto de perfil como hicieron los griegos.
Otras monedas de Azes representan el león budista y la vaca brahmánica de Shiva, sugiriendo tolerancia religiosa hacia sus temas.

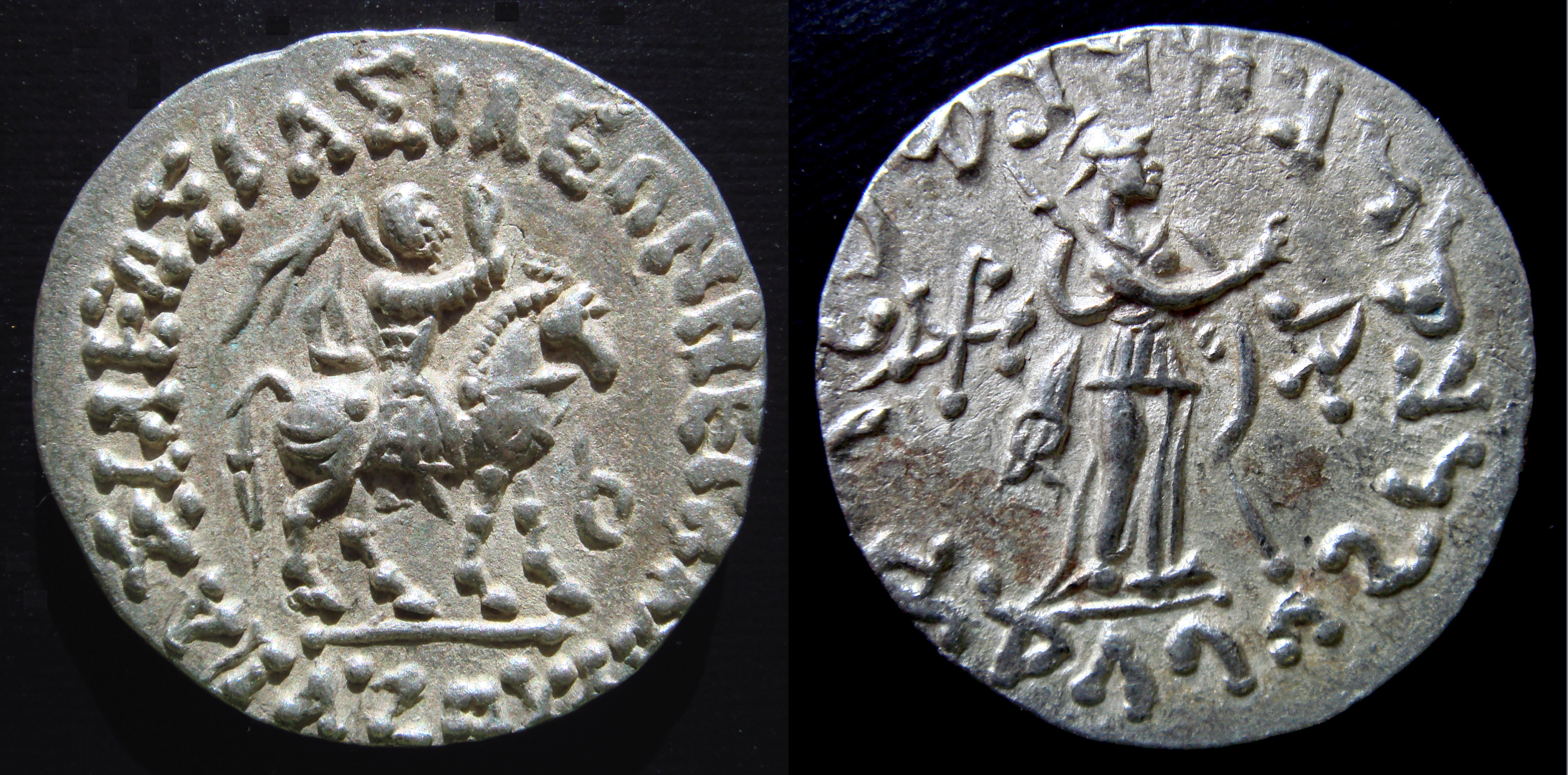
Moneda de plata de King Azes II (r. c. 35–12 a. C.)

- Anv: Rey con cota de malla, a caballo, llevando un cetro, con diadema real griega. Leyenda griega ΒΑΣΙΛΕΩΣ ΒΑΣΙΛΕΩΝ ΜΕΓΑΛΟΥ ΑΖΟΥ "El Gran Rey de Reyes Azes".
- Rev: Athena con escudo y lanza, haciendo un gesto de mano idéntico al budista vitarka mudra. Kharoshti Leyenda MAHARAJASA RAJADIRAJASA MAHATASA AYASA "El Gran Rey de Reyes Azes", con el símbolo budista triratna en el campo izquierdo.

Se creyó durante mucho tiempo que Azes II emitió varias de las monedas indoescitas acuñadas con el nombre de Azes en el norte de India. Todas estas monedas fueron sin embargo probablemente emitidas por un único gobernante llamado Azes, como ha sugerido por Robert Sénior, cuando encontró una sobreacuñación de una moneda atribuida a Azes I sobre otra atribuida a Azes II, sugiriendo que todas las monedas de "Azes II" no eran posteriores a las de "Azes I" , y que había solo un rey en la dinastía llamado Azes I. Esta idea había sido defendida por Sénior con muchos argumentos indirectos numismáticos, por ejemplo, en su enciclopedia de monedas Scythian.